# Lista de picos ultraproeminentes dos Himalaias Orientais
Esta é a lista dos 61 picos ultraproeminentes dos  Himalaias Orientais. Nesta região a montanha mais proeminente é o monte Everest (8 848 m de altitude e de proeminência topográfica), situada na fronteira entre o Nepal e o Tibete (China), e que é também a montanha mais alta e proeminente da Terra.

## Entre os riosSutleje oSarda

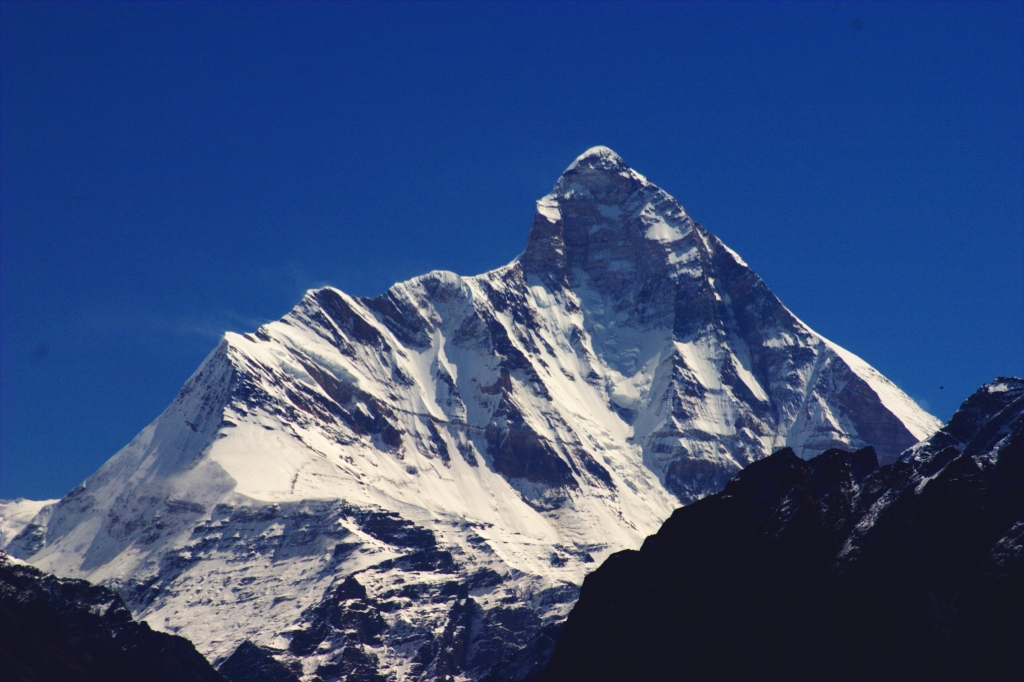
Nanda Devi, Índia

| N.º | Pico          | País  | Altitude (m) | Proeminência (m) | Colo (m) |
| --- | ------------- | ----- | ------------ | ---------------- | -------- |
| 1   | Nanda Devi    | Índia | 7816         | 3139             | 4677     |
| 2   | Kamet         | Índia | 7756         | 2825             | 4931     |
| 3   | Rangrik Rang  | Índia | 6684         | 1674             | 5010     |
| 4   | Haathi Parvat | Índia | 6727         | 1673             | 5054     |
| 5   | Trisul        | Índia | 7120         | 1616             | 5504     |
| 6   | Panchchuli    | Índia | 6904         | 1614             | 5290     |
| 7   | Chaukhamba    | Índia | 7138         | 1594             | 5544     |
| 8   | Nanda Kot     | Índia | 6861         | 1592             | 5269     |

## Entre os rios Sarda e oArun

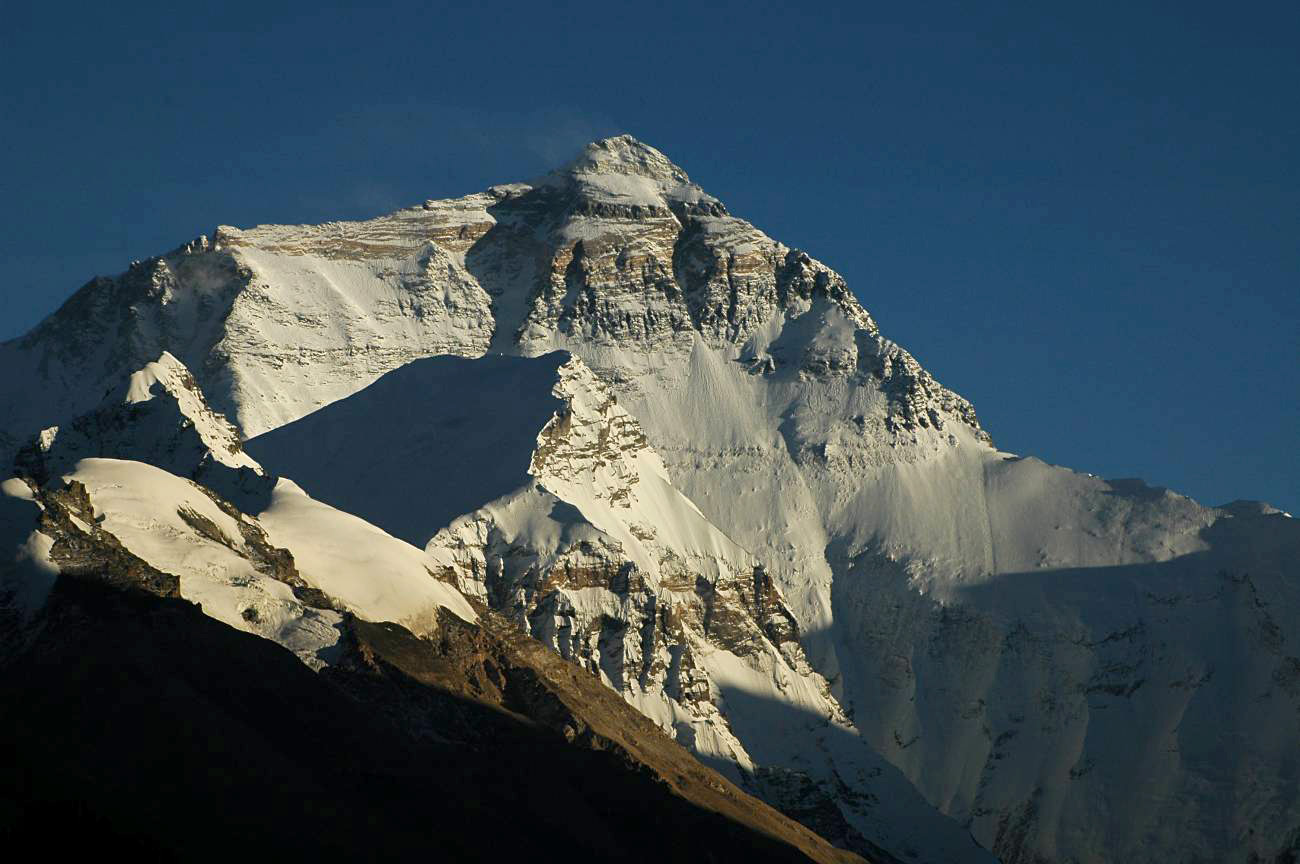
Monte Everest, Nepal/Tibete

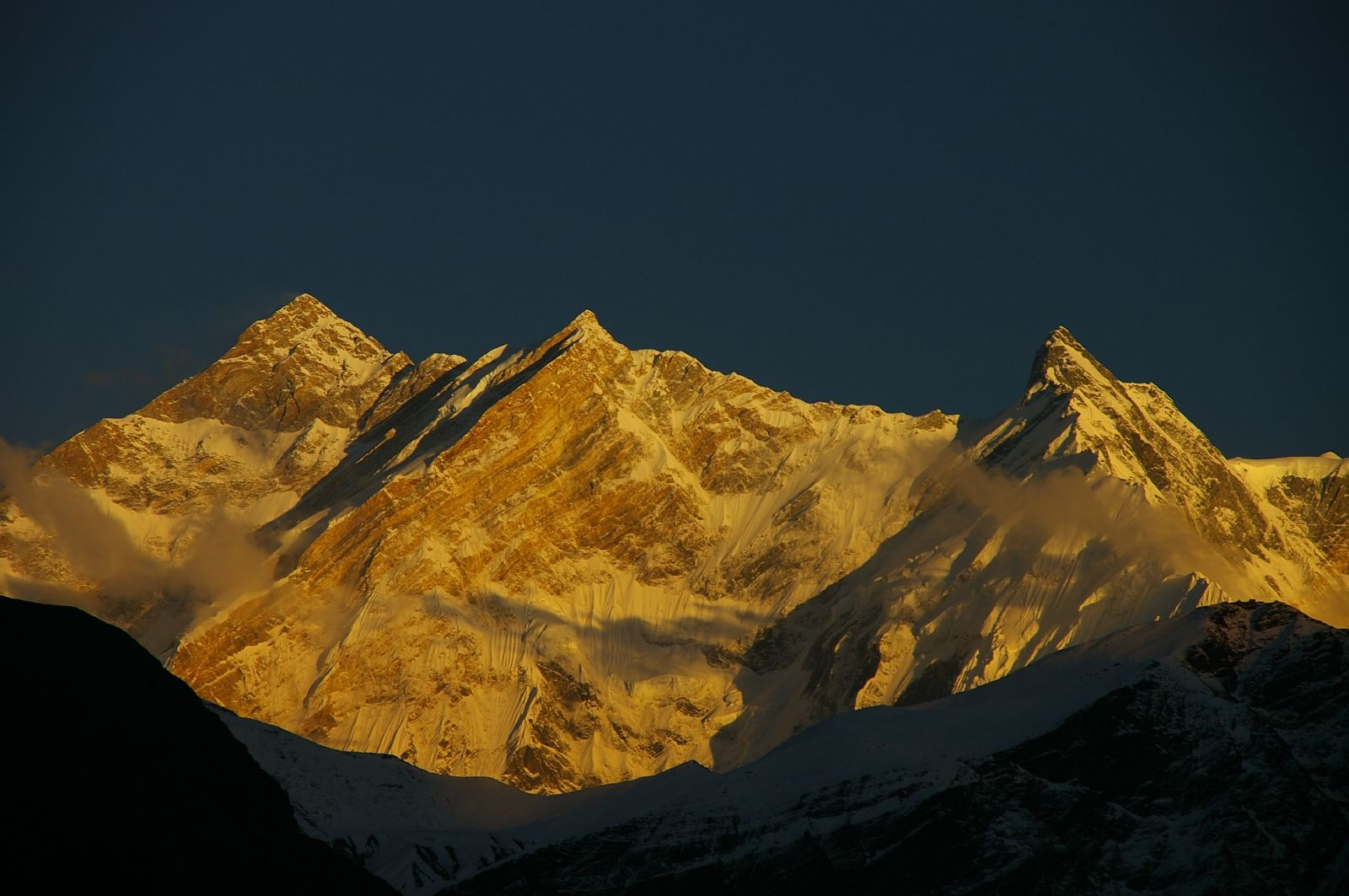
Annapurna, Nepal

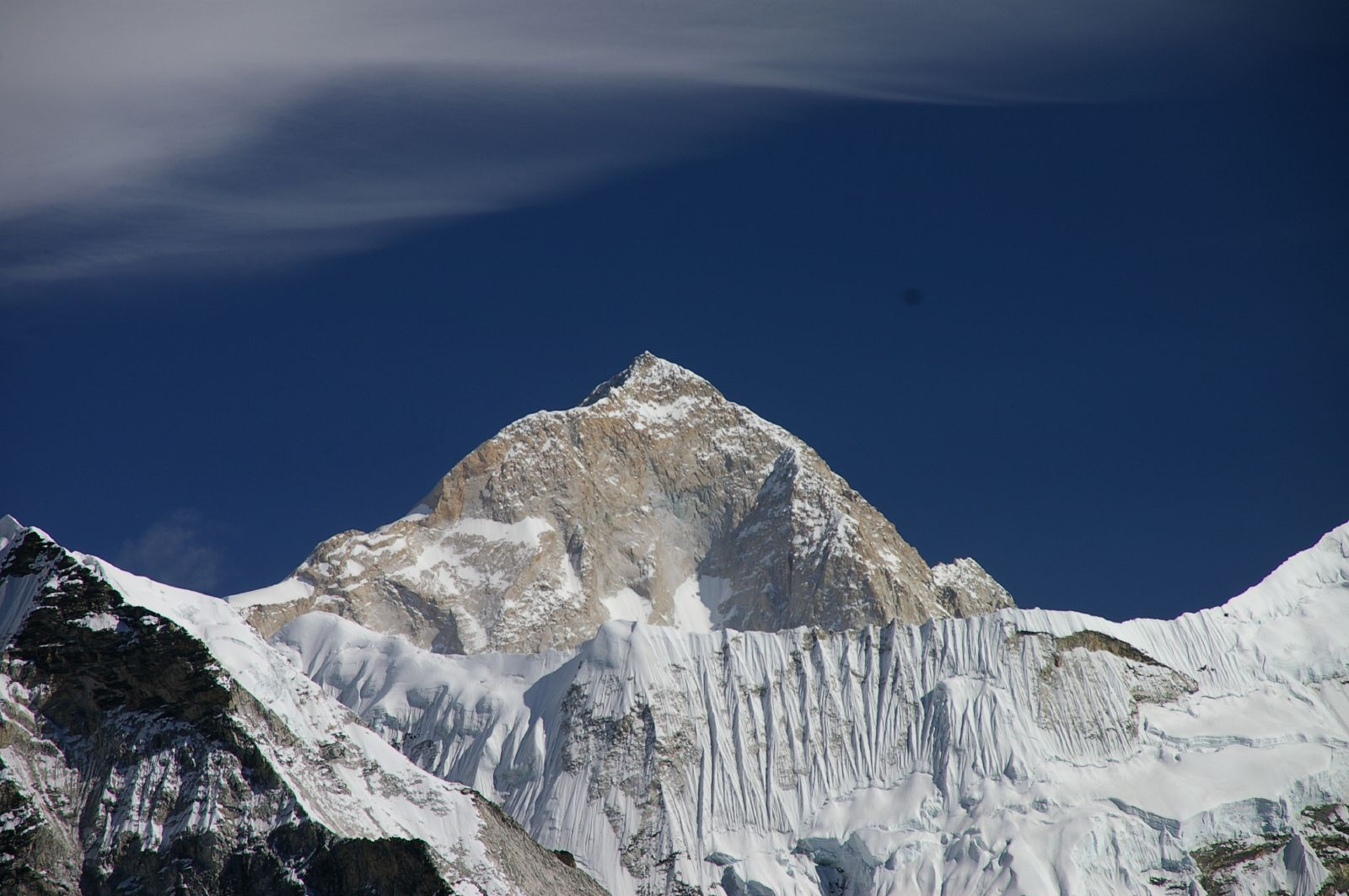
Makalu, Nepal/Tibete

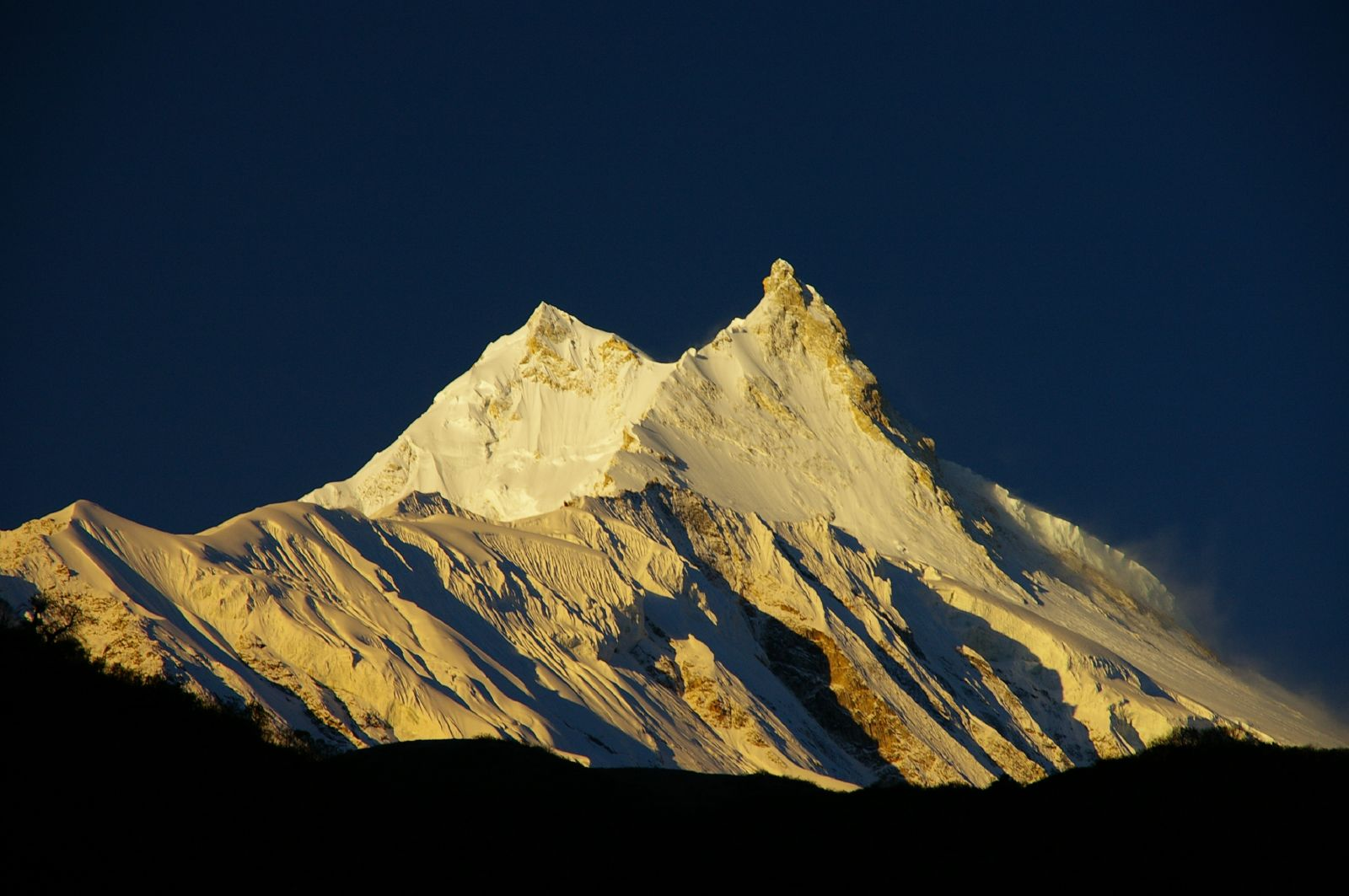
Manaslu, Nepal

| N.º | Pico            | País          | Altitude (m) | Proeminência (m) | Colo (m) |
| --- | --------------- | ------------- | ------------ | ---------------- | -------- |
| 1   | Monte Everest   | Nepal / China | 8848         | 8848             | 0        |
| 2   | Dhaulagiri      | Nepal         | 8167         | 3357             | 4810     |
| 3   | Manaslu         | Nepal         | 8163         | 3092             | 5071     |
| 4   | Annapurna I     | Nepal         | 8091         | 2984             | 5107     |
| 5   | Shishapangma    | China         | 8027         | 2897             | 5130     |
| 6   | Gurla Mandhata  | China         | 7694         | 2788             | 4906     |
| 7   | Annapurna II    | Nepal         | 7937         | 2437             | 5500     |
| 8   | Dhaulagiri II   | Nepal         | 7752         | 2397             | 5355     |
| 9   | Makalu          | Nepal / China | 8485         | 2378             | 6107     |
| 10  | Yangra          | Nepal / China | 7422         | 2352             | 5070     |
| 11  | Cho Oyu         | Nepal / China | 8188         | 2340             | 5848     |
| 12  | Chamar          | Nepal         | 7165         | 2061             | 5104     |
| 13  | Api             | Nepal         | 7132         | 2040             | 5092     |
| 14  | Labuche Kang    | China         | 7367         | 1957             | 5410     |
| 15  | Nemjung         | Nepal         | 7140         | 1920             | 5220     |
| 16  | Kanjiroba       | Nepal         | 6883         | 1870             | 5013     |
| 17  | Saipal          | Nepal         | 7031         | 1824             | 5207     |
| 18  | Kubi Gangri     | Nepal / China | 6859         | 1699             | 5160     |
| 19  | Deora           | Nepal         | 4390         | 1678             | 2712     |
| 20  | Changla         | Nepal / China | 6721         | 1657             | 5064     |
| 21  | Bhalu Lek       | Nepal         | 5425         | 1643             | 3782     |
| 22  | Himalchuli      | Nepal         | 7893         | 1633             | 6260     |
| 23  | Pangpoche       | Nepal         | 6620         | 1622             | 4998     |
| 24  | Gauri Sankar    | Nepal / China | 7146         | 1600             | 5546     |
| 25  | Jethi Bahurani  | Nepal         | 6850         | 1558             | 5292     |
| 26  | Melungtse       | China         | 7181         | 1551             | 5630     |
| 27  | Langtang Lirung | Nepal         | 7234         | 1534             | 5700     |

## Entre o rio Arun e a fronteira com oButão

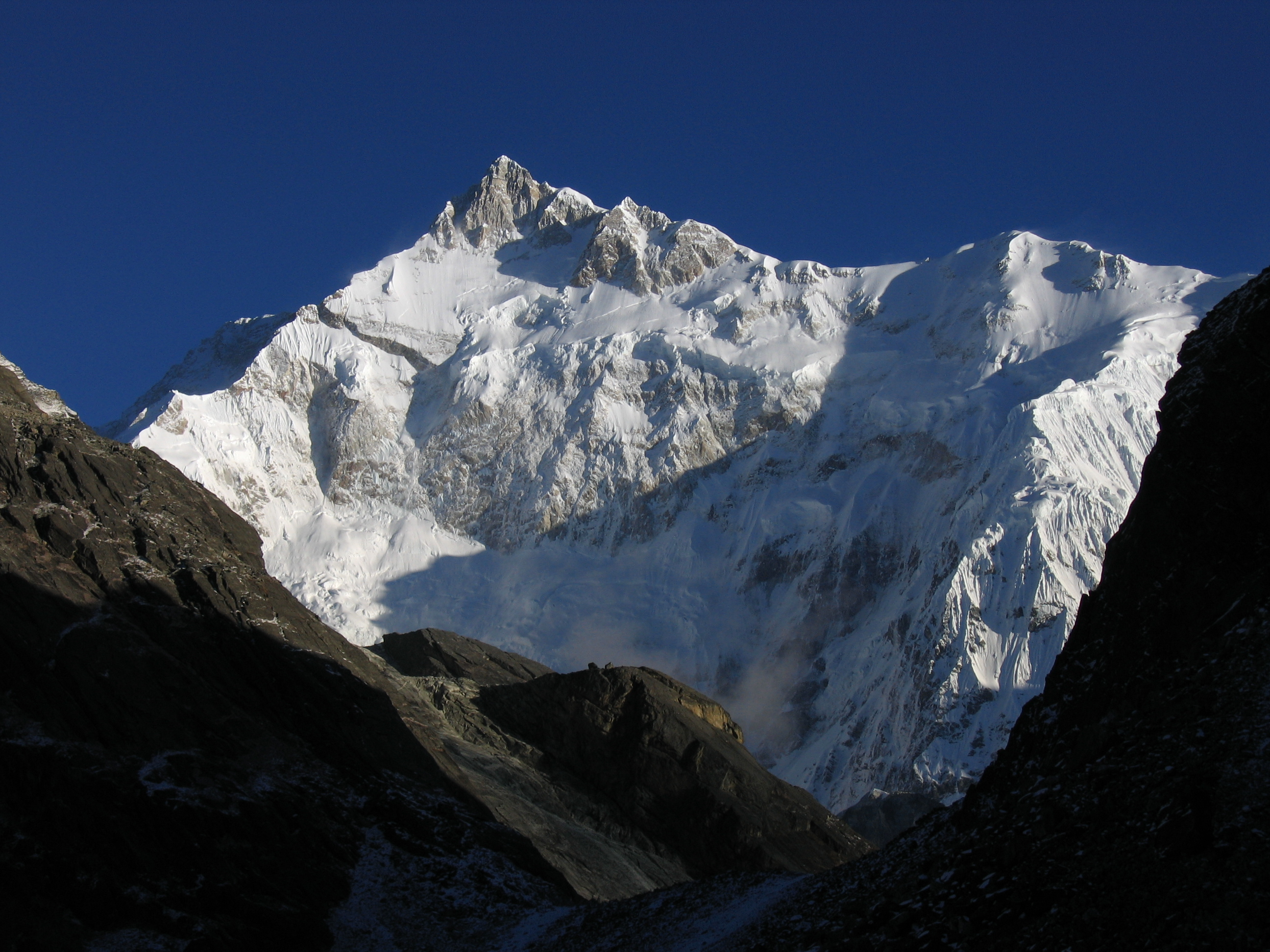
Kangchenjunga, Nepal/Índia

| N.º | Pico          | País          | Altitude (m) | Proeminência (m) | Colo (m) |
| --- | ------------- | ------------- | ------------ | ---------------- | -------- |
| 1   | Kangchenjunga | Nepal / Índia | 8586         | 3922             | 4664     |
| 2   | Pauhunri      | China / Índia | 7128         | 2035             | 5093     |
| 3   | Nyonno Ri     | China         | 6724         | 1805             | 4919     |
| 4   | Pandim        | Índia         | 6691         | 1762             | 4929     |
| 5   | Zang La       | China         | 6495         | 1712             | 4783     |
| 6   | Chomo Yummo   | China         | 6829         | 1559             | 5270     |

## Entre o Butão e orio Bramaputra

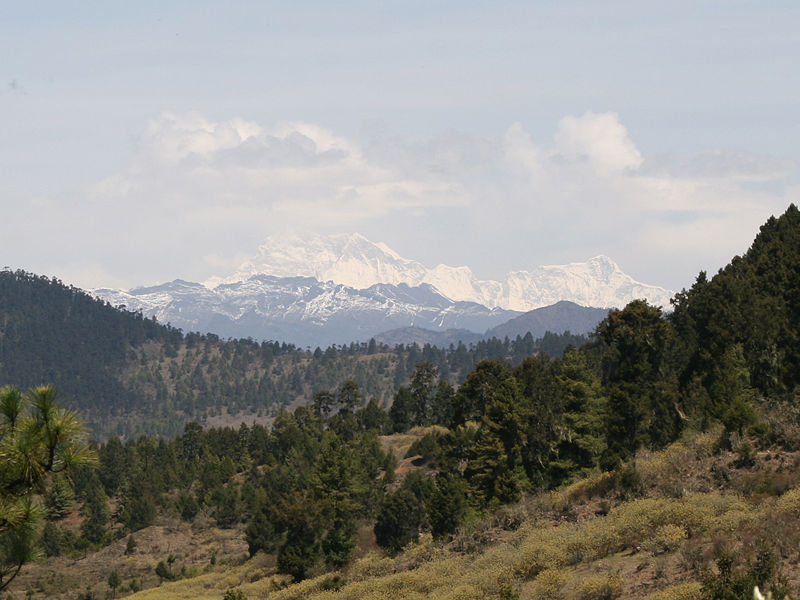
Gangkhar Puensum, Butão/China

| N.º | Pico                                 | País          | Altitude (m) | Proeminência (m) | Colo (m) |
| --- | ------------------------------------ | ------------- | ------------ | ---------------- | -------- |
| 1   | Namcha Barwa                         | China         | 7782         | 4106             | 3676     |
| 2   | Gangkhar Puensum                     | Butão / China | 7570         | 2995             | 4575     |
| 3   | Kangto                               | Índia / China | 7060         | 2195             | 4865     |
| 4   | Noijin Kangsang                      | China         | 7191         | 2145             | 5046     |
| 5   | Chomolhari                           | Butão / China | 7326         | 2077             | 5249     |
| 6   | Yarla Shampo                         | China         | 6636         | 1805             | 4831     |
| 7   | Tongshanjiabu                        | Butão / China | 7207         | 1757             | 5450     |
| 8   | Nyegyi Kansang                       | Índia / China | 7047         | 1752             | 5295     |
| 9   | Point 5980                           | Índia / China | 5980         | 1747             | 4233     |
| 10  | Tarlha Ri                            | China         | 6777         | 1697             | 5080     |
| 11  | Ponto mais alto da Cordilheira Dafla | Índia         | 3776         | 1684             | 2092     |
| 12  | Point 5641                           | Índia / China | 5641         | 1681             | 3960     |
| 13  | Kula Kangri                          | China         | 7553         | 1669             | 5884     |
| 14  | Tarka La                             | Butão         | 4735         | 1624             | 3111     |
| 15  | Kazi Razi                            | China         | 6505         | 1561             | 4944     |
| 16  | Point 6215                           | China         | 6215         | 1521             | 4694     |